# Коли (Фрозиноне)
Коли (итал. Colli) је насеље у Италији у округу Фрозиноне, региону Лацио.
Према процени из 2011. у насељу је живело 757 становника. Насеље се налази на надморској висини од 199 м.